# Бонг (окръг)
Бонг е окръг в Либерия. Разположен е в северозападната част на страната и граничи с Гвинея. Името му идва от планината Бонг, разположена в южната част му част. Столица на окръга е град Гбарнга. Площта му е 8769 км², а населението според преброяването през 2008 г. е 333 481 души. Гъстотата на населението е 38,03 души/км². Боми се дели на 8 района.
Окръгът, също както повечето окръзи на Либерия, изпитва проблеми с образованието, здравеопазването, липсата на чистата питейна вода и с напредъка в земеделието. Хората в окръг Бонг все още пият недостатъчно чиста вода, все още използват мускулите си за земеделски активности, ходят до тоалетна в храстите около родните си села, нямат достъп до здравни заведения и 90% от децата нямат достъп до училище.